# Saint-Donat (Puy-de-Dôme)
Saint-Donat – miejscowość i gmina we Francji, w regionie Owernia-Rodan-Alpy, w departamencie Puy-de-Dôme.
Według danych na rok 1990 gminę zamieszkiwały 334 osoby, a gęstość zaludnienia wynosiła 10 osób/km² (wśród 1310 gmin Owernii Saint-Donat plasuje się na 523. miejscu pod względem liczby ludności, natomiast pod względem powierzchni na miejscu 164.).